# Sandro Calabro
Sandro Calabro (né le 11 avril 1983 à La Haye aux Pays-Bas) est un joueur de football néerlandais, qui joue en tant qu'attaquant.
Il a terminé meilleur buteur du championnat des Pays-Bas D2 lors de la saison 2008-09 avec 25 buts inscrits.

## Palmarès
- VVV Venlo
  - Meilleur buteur du championnat des Pays-Bas D2 2008–09: 25 buts[3]